# Parabolanos
Parabolanos ( Grego antigo Παράβολοι - Paráboloi, Παραβολᾶνοι - Parabalânoi) era a denominação dos membros de uma irmandade cristã que, nos primeiros séculos da Igreja, se encarregavam, de forma voluntária, a cuidar dos enfermos e de enterrar os mortos.
Geralmente extraídos dos estratos mais baixos da sociedade, eles também funcionavam como assistentes de bispos locais e às vezes eram usados por eles como guarda-costas e em violentos confrontos com seus oponentes.

## Histórico
Os parabalanos não tinham ordens nem votos, mas eram enumerados entre o clero e gozavam de privilégios e imunidades clericais. Além de realizar obras de misericórdia, constituíam um guarda-costas para o bispo. Sua presença em reuniões públicas ou nos teatros era proibida por lei.
Às vezes eles participaram ativamente das controvérsias eclesiásticas, como no Segundo Concílio de Éfeso. Eles receberam seu nome pelo fato de serem atendentes de hospital, porque eles arriscaram suas vidas ao se exporem a doenças contagiosas.
Foi afirmado, embora sem prova suficiente, que a irmandade foi organizada pela primeira vez durante a grande praga em Alexandria no episcopado do Papa Dionísio de Alexandria (segunda metade do século III). Embora fossem escolhidos pelo bispo e permanecessem sempre sob o seu controle, o  Codex Theodosianus  colocou-os sob a supervisão do prefeito de augustalis , a governador do Egito romano. Acreditava-se que os "parabalanos" haviam ajudado a assassinar a filósofa-matemática-astrônoma alexandrina Hipátia em 415.
Como seu fanatismo resultou em tumultos, leis sucessivas limitaram seus números: assim, uma lei emitida em 416 restringiu a inscrição em Alexandria a 500, um número aumentou dois anos depois para 600. Em Constantinopla, no tempo de Constantino eram 1100 e no de Anastácio eram 950. O parabolani não são mencionados depois do tempo Justiniano I.

## No filme
No filme de 2009 Ágora, focando na vida de Hipátia, os parabolanos começam como voluntários cristãos, mas gradualmente se transformam em fanáticos que matam pagãos, judeus e cristãos que se opõem a seu intolerante bispo, Cirilo de Alexandria.